# 安村敏信
安村 敏信（やすむら としのぶ、1953年2月15日 - ）は、日本の日本美術史学者。

## 来歴
富山県生まれ。東北大学文学部美術史学科卒、1978年同大学院修士課程日本美術史修了。1979年より板橋区立美術館学芸員、2005年に館長就任、2013年退職。2017年7月より北斎館館長。大倉集古館学芸部顧問。
狩野派等江戸美術の研究と展覧会企画、作品の発掘に携わる。「萬美術屋」を自称。

## 著書
- 『浮世絵に遊ぶ』美術館へ行こう 新潮社 1997
- 『美術館商売 美術なんて･･･と思う前に』勉誠出版 智慧の海叢書 2004
- 『すぐわかる画家別近世日本絵画の見かた』東京美術 2005
  - 『絵師別江戸絵画入門 改訂改題版』東京美術 2015
- 『もっと知りたい狩野派 探幽と江戸狩野派』東京美術 アート・ビギナーズ・コレクション 2006
- 『江戸の絵師「暮らしと稼ぎ」』小学館 2008
- 『ワイドで楽しむ奇想の屏風絵』東京美術 広げてわくわくシリーズ 2010
- 『浮世絵美人解体新書』世界文化社 2013
- 『江戸絵画の非常識 近代絵画の定説をくつがえす』敬文舎 日本文化私の最新講義 2013
- 『肉筆幽霊画の世界』新人物往来社 2013
- 『江戸の十二支+αどうぶつえん 面白江戸アートギャラリー』東京美術 2014
- 『線で読み解く日本の名画』幻戯書房 2015

### 共著編・監修
- 『江戸名作画帖全集 4 探幽・守景・一蝶 狩野派』責任編集 駸々堂出版 1994
- 『幽霊名画集 全生庵蔵・三遊亭円朝コレクション』辻惟雄監修 河野元昭,諏訪春雄,高田衛,延広真治共著 ぺりかん社、1995 ちくま学芸文庫
- 『「定本」日本絵画論大成 第4巻』編集・校訂 ぺりかん社 1997
- 『日本の幽霊名画集』監修 人類文化社 2000
- 『広重と歩こう東海道五十三次』岩崎均史共著 小学館 アートセレクション 2000
- 『日本美人画一千年史』監修 人類文化社 2002
- 『大人のための塗り絵で東海道五拾三次』選出・解説 サンリオ 2008
- 『別冊太陽　河鍋暁斎 奇想の天才絵師』監修 平凡社 2008
- 『暁斎百鬼画談』監修・解説 ちくま学芸文庫 2009
- 『狩野一信五百羅漢図』山下裕二共監修 小学館 2011
- 『日本美術全集 13 宗達・光琳と桂離宮 江戸時代 2』責任編集　小学館 2013
- 『別冊太陽 広重「名所江戸百景」の旅 あの名作はどこから描かれたのか?』監修 平凡社 2015

## 論文
- CINII